# Лобдебург (дворянский род)
Лорды Лобдебурга (ранее Лобеда при Йене) были дворянским родом, происходившим из лордов фон Аухаузенских из Вёрнице в Нёрдлинген Риз, которые установили в XII веке в восточной части Тюрингии имперское правление.

## Герб
Герб лордов Лобдебурга изначально состоял в основном из треугольного щита с белой полосой на красном поле. Позже на их гербе появляется закрытый шлем, украшенный павлиньими перьями, с каждой стороны по небольшому щиту с перекладиной, часто даже без щита.
- Родовой герб Арнзаугов из Эльстерберга отличался красной полосой на белом поле. Герб найденный в Веймарских архивах, состоит из щита со слабой балкой, справа лев, слева старый замок каменной кладки, на шлеме над остроконечной шляпой - павлиний хвост. Он был включен в герб Заксен-Веймарской Республики.

- Род Бургау, напротив, имел крылатую рыбу, изображенную на щите, а часто и на шлеме, возможно, из-за богатого рыбой Заале. Герб Бургау включён в старую официальную печать Йены.

## История
Аухаузен на Вёрнитзе впервые упоминается в документе в 959 году, когда Отто I 12 июня подарил своему верному Хартманну имение Аухаузен и Вестхайм, ранее конфискованное по решению суда Эрнста. Благородный свободный род (нобили) лордов Аухаузена и др. «фон Алерхейм», происходящие от них, имели многочисленные потомственные ветви. Более поздний Хартманн фон Аухаузен упоминается в документах в феврале 1133 года как участник Наумбургского епископства в долине Заале. Здесь он, его трое сыновей и внуки основали династию Лобдебургов с новой родовой резиденцией в Йене, а позже и выше — Лобеде. Между 1129 и 1133 годами Хартманн подарил свою родовую резиденцию Аухаузен, за исключением части монастырского имущества, недавно основанного там им самим.
Род утвердился в XII веке в ходе расширения земель на реке Лаймс-Сорабикус в восточной Тюрингии и засвидетельствован в 1166 году в Камбурге-на-ЗаалеКамбурге-на-Заале. В 1129 году Хартманн фон Алерхейм, брат Хартмана фон Аухаузена, был участником в хартии. Этот Хартманн фон Аухаузен (названный в 1133 году) предположительно основал свою резиденцию в Лобдебурге, сначала как свободный лорд, а в XII веке установил земельные владения между Заале и Вайсе-Эльстер, простирающиеся к 1300 году до территории Триптиса. Позже род разделился на несколько родов разного ранга.
Впервые в 1156 году в документе упоминается Альберт де Лауэде, а в 1166 году — Лобдебург.
В 1192 году граф Сифрид Орламюндский называет Адельберта де Лаведе своим министром («Ministerialis meus»).
Лобдебурги превратили поселения Эльстерберг, Йену, Лобеду, Либенштайн, Калу, Роду, Заальбург и Шлейц в города, а в районе расселения сербов основали Лейхтенбург при Кале и замок в Арнсхаугке недалеко от Нойштадт на Орле (с замком Арнсхаугк). В качестве новой родовой усыпальницы был основан монастырь Рода в Штадтроде (1248 г.). Этот род сыграл важную роль в расширении земель и христианизации Восточной Тюрингии. Между 1173 и 1254 годами они поставили принца-епископа Шпейерского и двух принцев-епископов Вюрцбургских.
В XIII веке они разделились на разные линии, в том числе:
- Линия Лобдебург-Арнсхаугк (1252—1289 гг.) Вымерла в 1290 году и перешла к Альбрехту II Мейсенскому, ландграфу Тюрингии, через вдову Элизабет Лобдебург-Арнсхаугк (ок. 1262—1331 гг.).

- Линия Лобдебург-Бургау (1221—1251 / 1255—1303 гг.) Вымерла в середине XIV века в родословной носителей имени. Их линия в отличие от других линий, не владела долей в местности Йена.[2]

- Линия Лобдебург-Эльстерберг (1252—1394 гг.) Герман, младший брат Отто фон Арнсхауга, основал род Эльстерберг и, похоже, также основал там свою резиденцию. В 1273 году он издал хартию на Эльстерберг (№ 104). Владения Эльстербергов были анклавом во владениях фогтов Вайда, Гера и Плауэн и, как и большая часть их территорий, попали под феодальный суверенитет Веттинов в результате Фогтландской войны 1354-1357 годов.

- Линия Лобдебург-Лейхтенбург (1254—1284 гг.) Герман, младший брат Отто фон Арнсхауга, владел Лейхтенбургом вместе со своими сыновьями Хартманом и Германом. Только у старшего брата Хартмана было два сына, Герман и Альберт, которые всегда вместе оформляли свои документы либо в Кале, либо в Лейхтенбурге. Ещё в 1313 году обременённые долгами Лобдебурги заложили замок Лобенштайн, Лейхтенбург и город Кала графам Шварцбургским и продали их в 1333 году. Около 1314/17 года они продали владения Шлейц, которые они также основали, с опекой над Заальбургом Генриху IV, старшему, фогту Геры. Лобдебурги постепенно теряли политическое значение и вымерли в середине XV века в племени носителей имени.

После потери имперского суверенитета лорды Лобдебурга в XIV веке перешли под власть маркграфов Мейсена и Бургундии соответственно. Ландграфы Тюрингии и постепенно продали свою землю и замок. В 1333 году Лейхтенбург, Рода и Кала перешли к графам Шварцбург, а в 1331 году их доля в Йене перешла к ландграфам Тюрингии после того, как уже в XIII веке Заальбург перешел к Фегту фон Геру. В 1920 году поместья отошли к Тюрингии и, таким образом, с 1949 по 1990 год были частью Германской Демократической Республики.

## Личности
- Хартманн фон Лобдебург

- Рабодо из Лобдебурга (родился после 1150 г.; † 1176) с 1173 по 76 год епископ Шпейерский.

Самыми выдающимися представителями этого рода были:
- Отто I Лобдебургский (правил с 1207 по 1223 год), принц-епископ;

- Герман I Лобдебургский (правил с 1225 по 1254 год), принц-епископ в Вюрцбурге, племянник Отто I;

- Отто III Бергов (ок. 1356—1414 гг.), бургграф Праги.